# Cor Euser
Pour les articles homonymes, voir Euser.
Cornelius "Cor" Euser, né le 25 avril 1957 à Oss aux Pays-Bas, est un pilote automobile néerlandais.

## Palmarès

### 24 Heures du Mans
| Year | Team                        | Co-drivers                         | Car                            | Class | Laps | Pos. | Class pos. |
| ---- | --------------------------- | ---------------------------------- | ------------------------------ | ----- | ---- | ---- | ---------- |
| 1991 | Euro Racing                 | Charles Zwolsman Tim Harvey (en)   | Spice SE90C-Ford Cosworth      | C1    | 72   | Abd. | Abd.       |
| 1992 | Euro Racing                 | Jesús Pareja Charles Zwolsman      | Lola T92/10-Judd               | C1    | 50   | Abd. | Abd.       |
| 1994 | Konrad Motorsport           | Patrick Huisman Matiaz Tomlje (de) | Porsche 911 Carrera RSR        | GT2   | 295  | 10e  | 3e         |
| 1995 | Team Marcos                 | Chris Hodgetts Thomas Erdos        | Marcos Mantara LM600-Chevrolet | GT2   | 133  | Abd. | Abd.       |
| 1996 | Team Marcos                 | Thomas Erdos Pascal Dro            | Marcos Mantara LM600-Chevrolet | GT2   | 40   | Abd. | Abd.       |
| 1997 | Marcos Racing International | Takaji Suzuki Harald Becker (de)   | Marcos Mantara LM600-Chevrolet | GT2   | 15   | Abd. | Abd.       |